# Безлюдівка
Безлю́дівка — селище Харківського району Харківської області України. 
Є адміністративним центром Безлюдівської селищної громади.

## Географія

### Розташування селища
Селище міського типу Безлюдівка знаходиться на лівому березі річки Уда (басейн Сіверського Дінця) і на обох берегах річки Студенок. На півночі впритул прилягає до південного кордону міста Харкова, у 3 км на північний захід розташований харківський мікрорайон Жихор, у 4 км на південь розташоване смт Васищеве, в 1 км на південний захід  — смт Хорошеве. 

### Урочища
Вглибині території селища є урочище Вулівка, де існують поклади торфу. На південному заході від селища, а саме на березі річки Уди, є урочище Синичине, де колись був хутір Покровський. На заході Безлюдівки, біля зупинки "Удянська", є Панське урочище. На сході селища, а саме в полі, є такі урочища: Дацевих Могил, Мильгунове Болото, Каташеве Болото. А на заплаві річки Уда між Хорошевим та Безлюдівкою розташоване урочище Крива Лука, згадуване ще у джерелах XVII століття.

### Ліси Безлюдівки
На північний захід від Безлюдівки розташований сосновий Ващенків Бір. 
На заході Безлюдівки, в районі залізничної зупинки "Удянська", є сосновий Панський Бір, а також гай "Вільховий Ріг", відомий ще з XVII ст.
А на півдні селища є величезний сосновий Безлюдівський Бір та невеликий дубовий "Барвенків Гай"

### Водойми селища
У селищі розташовано кілька великих піщаних кар'єрів, заповнених водою, зокрема: оз. Підборівське, оз. Нагорівське, оз. Коваленки, оз. Синичине, оз. Петькове, оз. Журавлине та ін. Також через селище протікає кілька річок: р. Уда, р. Студенок (місцева назва - Брідок), р. Броди (на північ від Підборівки. Впадає в озеро Новий Лиман), р. Черкаський струмок (на поч. вул. Огородньої), р. Бабаї (на північ від Панського бору).

### Відстань до інших міст
- Харків (до центру міста) — 13 км;
- Ізюм — 102 км;
- Лозова — 110 км;
- Чугуїв — 29 км;
- Мерефа — 17 км;
- Берестин — 81 км;
- Балаклія — 61 км.

## Походження назви
Топонім "Безлюдівка" - назва-прикметник, що показує, який вигляд мало це поселення початково - порожні хати.
Все сталося через наступне. Колись тут була частина села Бабаї, де розташовуватися помістя росіян зі стану "боярських дітей". Але під час антимосковського повстання у серпні 1668 року сюди прийшло об'єднане військо козаків (вірних Дорошенкові) й татар на чолі з Мустафою Мурзою, яке напало й спалило і ці будинки, і сусідні поселення також. Саме так і виникло "безлюддя" - зруйнована й спустошена місцевість, на якій у 1670-х почали селитися козаки й заснували нову слободу.

## Історія

### Час заснування

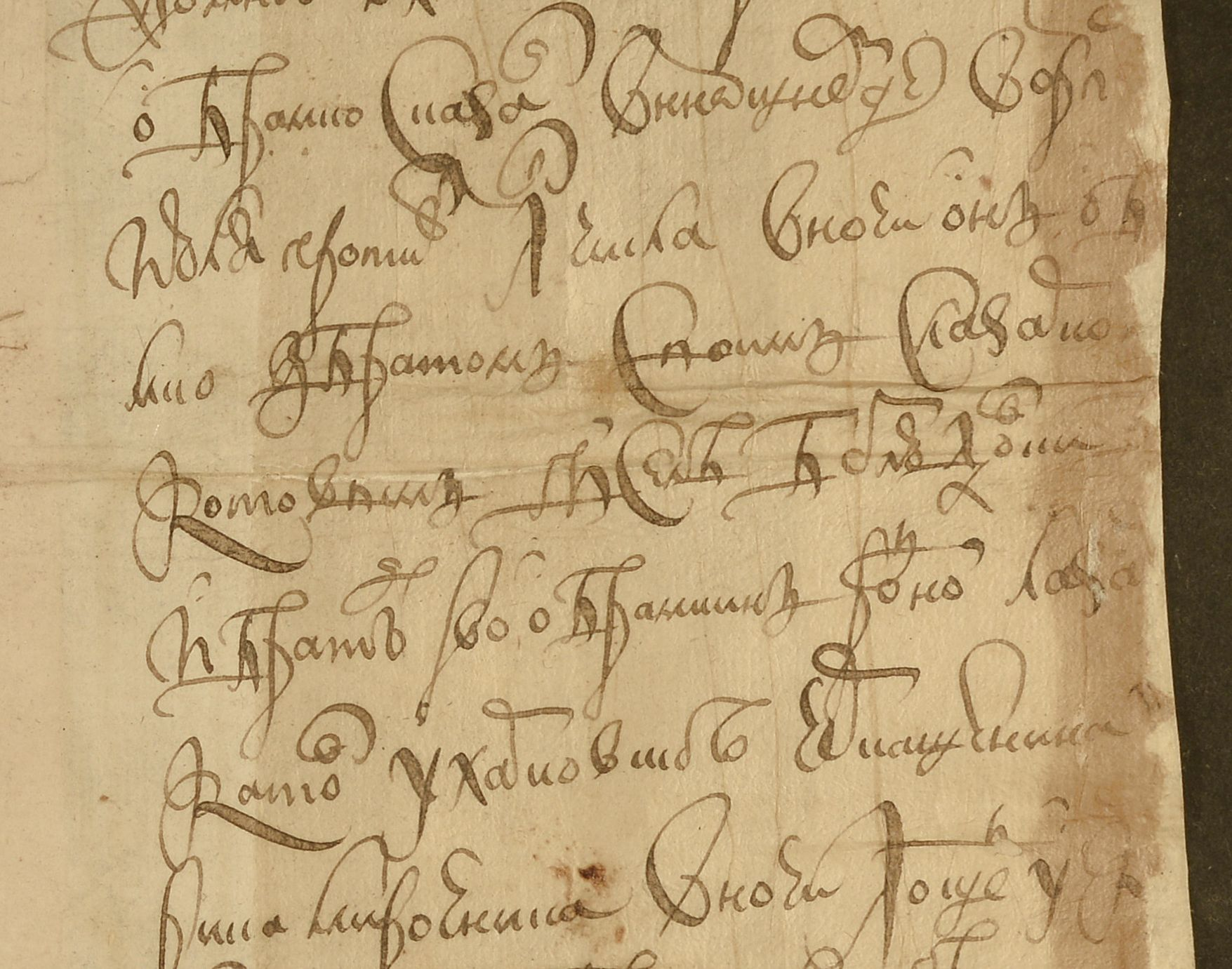
Найдавніше писемне джерело про Безлюдівку. 1677 рік (уривок)

Довгий час вважалося, що Безлюдівка вперше згадується у 1680-х роках. Також бували публікації про цілком вигадану дату заснування у 1660 році. Але у 2024 році було опубліковано наукову статтю, в якій було відображено документ 1677 року, де згадується Безлюдівка та явно видно, що тоді населений пункт був на стадії заселення. Там же було встановлено, що село виникло між 1673-1677 роками, і його назва походить від "безлюддя", що було спричинене повстанням 1668 року. А до того на місці Безлюдівки була частина села Бабаї, яка була спалена в сході того ж повстання.
Тому тепер свої ювілеї селище відзначає від 1677 року.

### Події минулого Безлюдівки
На території селища в урочищах Ващенків Бір і Коваленки виявлено 9 поселень епохи бронзи, 2 поселення скіфського часу, 2 поселення салтівської культури.
Це поселення заснували й населили козаки у XVII столітті. 
Від середини XIX аж до початку ХХ ст. село було центром Безлюдівської волості.
У 1861 році було збудовано нинішню будівлю Покровської церкви. 
Радянська окупація була встановлена в грудні 1917 року.
З червня по грудень 1919 року Безлюдівка була під владою білих денікінців.
У 1920 році в Безлюдівці утворений комітет незаможних селян, а в 1923 р. — організована сільськогосподарська артіль «Огородник» (з 1931 року — колгосп ім. Петровського). В 1932 році створено ще два колгоспи — ім. Другої п'ятирічки та ім. Будьонного.
Село постраждало від Голодомору 1932-1933 років.
. 

Могила місцевої жертви Голодомору. Підлягає взяттю на облік та встановленню пам'ятника

19 жовтня 1938 року село Безлюдівка віднесено до категорії селищ міського типу.
Існує припущення, що масове поховання жертв Катинської трагедії може бути в Безлюдівці.
У 1930-х роках було прокладено шосе до Змієва в об'їзд Безлюдівки, яке пізніше занепало.
На фронтах Другої світової війни взяли участь 988 жителів селища, з них загинуло 124 особи, нагороджені орденами і медалями Радянського Союзу — 798. Дата зайняття Безлюдівки радянськими військами — 28 серпня 1943 року.

Внутрішній вигляд тваринницького двору колгоспу імені Будьонного, жовтень 1950 року

У 1950 році три колгоспи Безлюдівки були об'єднані в один під назвою "Перемога", який у 1964 році був перетворений на радгосп «Безлюдівський».
У 1968 році селище було повністю електрифіковане і радіофіковане. Також з 1968 року на території селища працює два кар'єри.. 
У 1970-х роках почалося інтенсивне будівництво житла. Були зведені два мікрорайони «Меліоратор» і «Мостобудівник», а у 1970-1980-х роках — мікрорайон «Центральний».
У 1983 році письменник Юрій Герасименко видав повість про Безлюдівку та доярку В. Савельєву "Лісове озеро [Архівовано 26 серпня 2018 у Wayback Machine.]".
З 1995 року радгосп «Безлюдівский» реорганізували в КСП «Безлюдівка», головою правління якого обрано В. Сосницького.
У 1999 році селище було повністю телефонізоване, а в 2002-му - газифіковане.
23 червня 2016 року було перейменовано назви деяких вулиць, провулків та в'їздів.
У 2020 році селище стало центром новоствореної Безлюдівської громади.
26 липня 2024 року в Безлюдівці було перейменовано назви трьох вулиць .

## Населення
На 1985 рік у Безлюдівці мешкало 9,4 тис. жителів. У 1989 році чисельність населення становила 10 387 осіб (4754 чоловіків і 5633 жінок). За переписом 2001 року населення Безлюдівки вже становило 9693 особи. А на 1 січня 2013 року тут проживало 9698 осіб.

### Мова
Розподіл населення за рідною мовою за даними перепису 2001 року:
| Мова            | Кількість | Відсоток |
| --------------- | --------- | -------- |
| українська      | 7589      | 78.29%   |
| російська       | 1998      | 20.61%   |
| вірменська      | 31        | 0.32%    |
| ромська         | 13        | 0.13%    |
| румунська       | 11        | 0.11%    |
| білоруська      | 8         | 0.08%    |
| болгарська      | 1         | 0.01%    |
| інші/не вказали | 42        | 0.45%    |
| Усього          | 9693      | 100%     |

## Транспорт

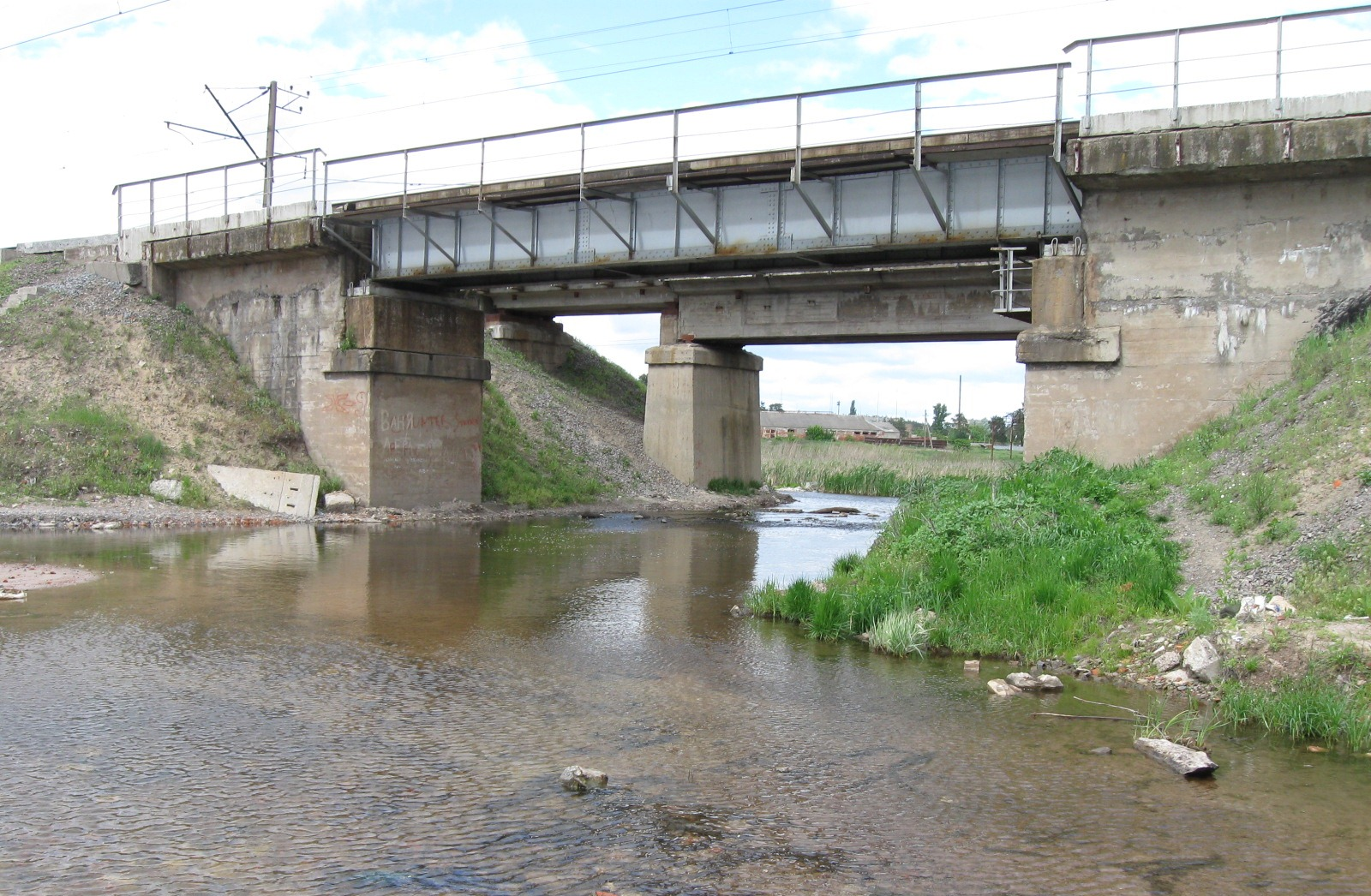
Залізничний міст через Студенок в Безлюдівці

Через смт проходять дві інтенсивні залізничні магістралі та автомобільний шлях R-78 Харків-Зміїв.
На території Безлюдівки перебувають залізничні платформи "Удянська", "3 км" і "5 км" Південної залізниці. На території Харкова, поблизу цього смт, є зупинний пункт "Безлюдівка".

## Заклади економіки, освіти та культури

### Промислові підприємства
- ВАТ «Харківське кар'єроуправління»;
- АТ «Моноліт-Інком»;
- ЗАТ «Автобаза "Харківводбуд"».

### Заклади соціальної сфери
- Безлюдівський юридичний ліцей імені І. Я. Підкопая;
- Безлюдівський ліцей;
- 3 бібліотеки (дві з них - шкільні);
- супермаркет АТБ;
- відділення Ощадбанку;
- відділення Укрпошти;
- відділення Нової пошти;
- амбулаторія;
- дитячий садок;
- 3 стадіони;
- історико-краєзнавчий музей;
- козацька організація «Святославська застава» та ін.

## Релігія
- Свято-Покровський храм УПЦ МП (вул. Зміївська, 51).
- Храм Агапіта Печерського ПЦУ (вул. 1 Травня, 23).
- Громада «Святославичи» РУН-віри (вул. Чайковського, 72).
- Зал Царства Свідків Єгови (вул. Перемоги, 166-Б).
- Церква євангельських християн-баптистів (вул. Огородня, 14).
- Громада «Слово життя» християнської євангельської церкви.

## Пам'ятники
Є 2 пам'ятники загиблим радянським воїнам, розміщені на братських могилах, а також погруддя Героїв Радянського Союзу — земляків Левицького Романа Івановича та Підкопая Івана Яковича. Окрім цього, є меморіальна плита з іменами загиблих під час 2-ї Світової війни воїнів-односельчан та пам'ятник на могилі невідомого солдата. Також є пам'ятник на могилі Героя Соціалістичної Праці Калініченко Єлизавети Денисівни.

## Відомі мешканці
- Гейнц Таксвейлер, дезертир з Вермахту, антифашист;
- Левицький Іван Федорович - археолог, вояк армії УНР
- Левицький Роман Іванович, радянський військовий;
- Підкопай Іван Якович, радянський військовий;
- Савельєва Варвара Федорівна, доярка;
- Калініченко Єлизавета Денисівна, робітниця;
- Сапеляк Степан Євстахійович, поет;
- Аулов Олексій Іванович, поет;
- Гусь Анатолій Микитович, диригент, народний артист Росії;
- Гайденко Анатолій Павлович, український композитор, заслужений діяч мистецтв України;
- Тарасенко Олександр Єгорович, український театральний журналіст;
- Федосова Тетяна Георгіївна, член Національної Спілки майстрів народного мистецтва України, автор герба Безлюдівки.
- Якименко Олена Олександрівна (нар. 31 січня 1985) — українська поетеса, випускниця Харківського національного університету ім. В. Каразіна, кандидат філологічних наук[26], член НСПУ з 2005, авторка поетичних збірок «Ніч нерозгадана» та «Зонтичні», лауреатка Міжнародного літературного конкурсу «Гранослов»[27].

## Галерея

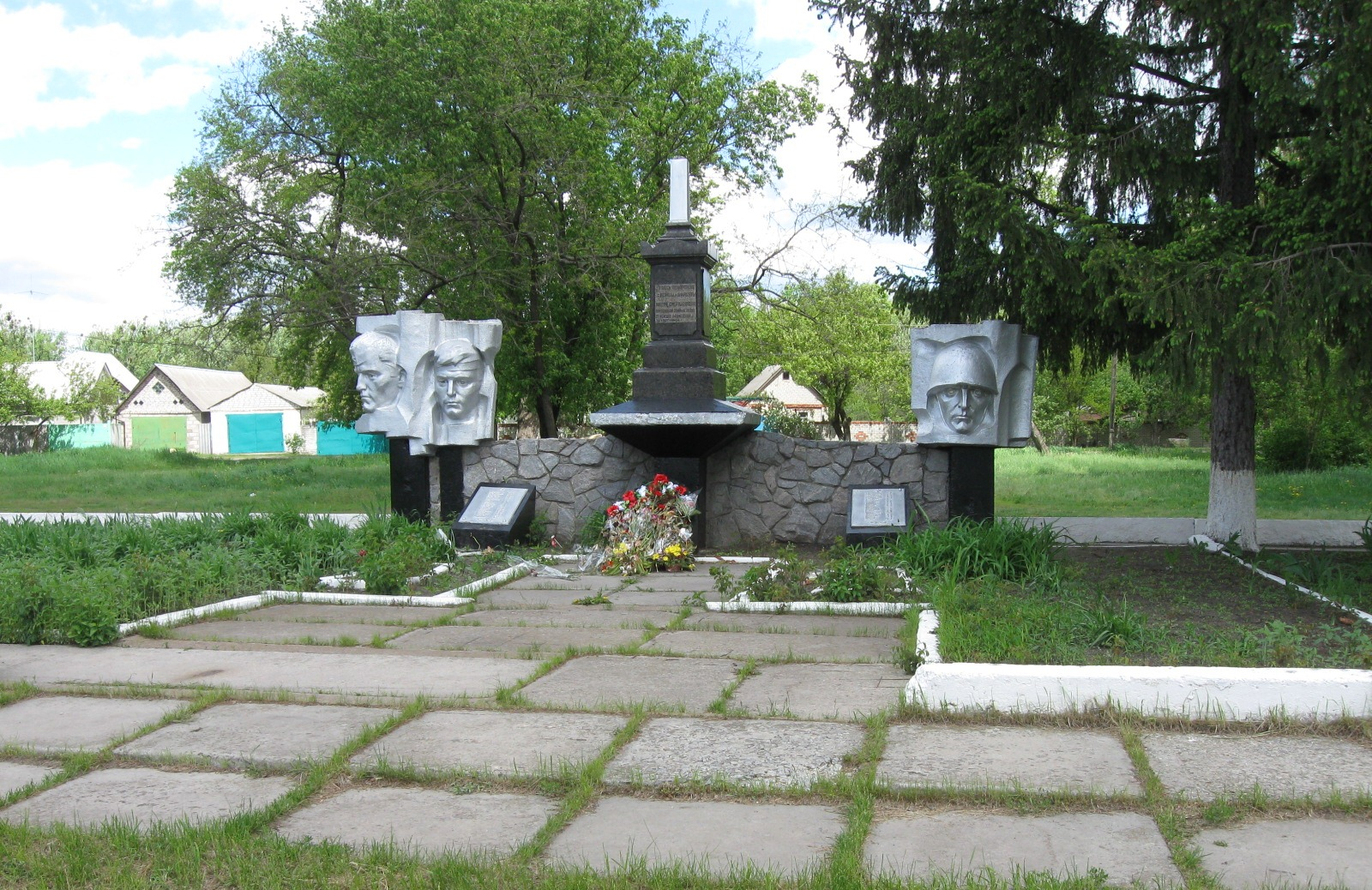
Братська могила радянським воїнам (>250 воїнів)
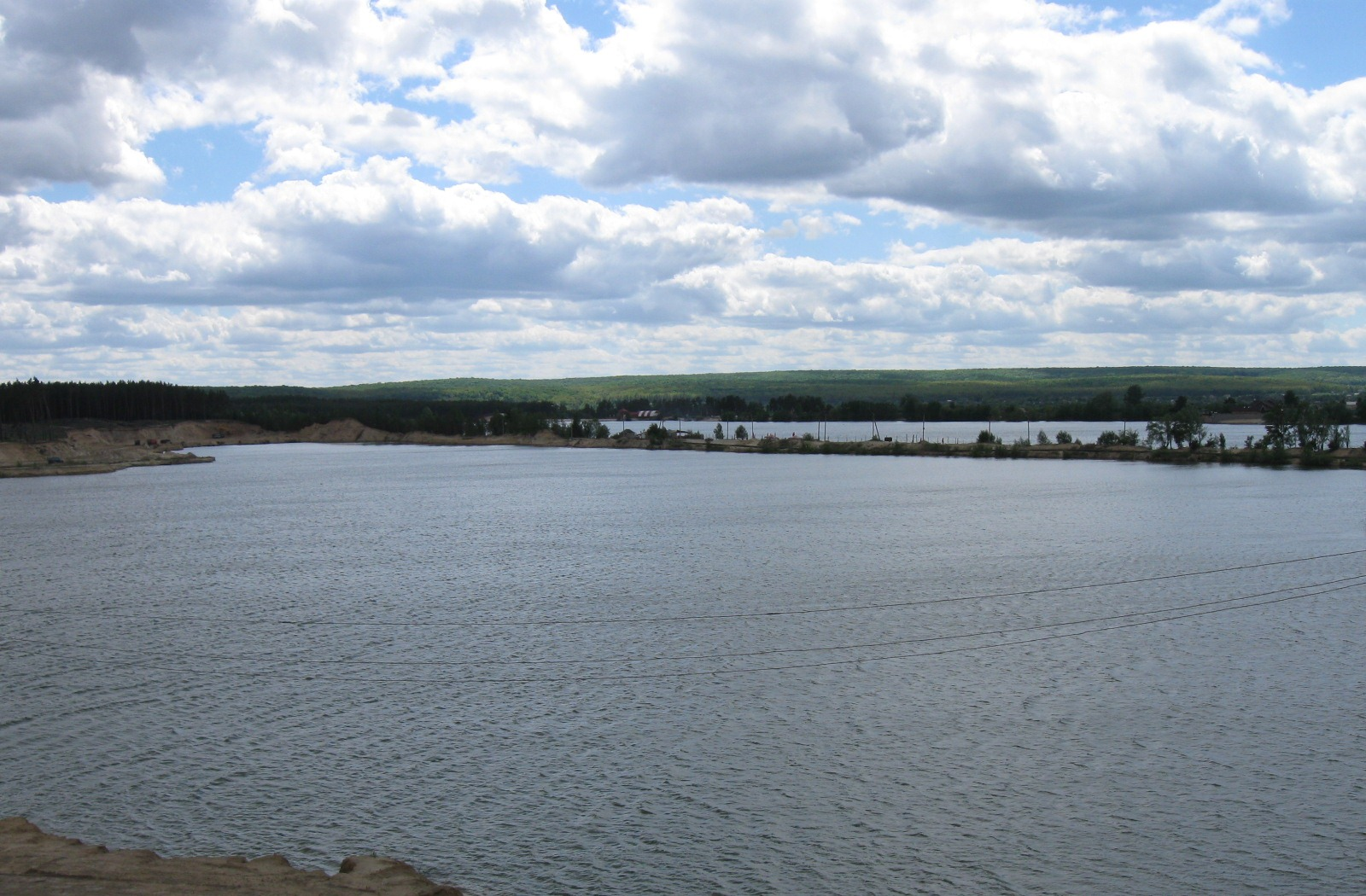
озеро Коваленки (передній план) та Нагорівське озеро (задній план)
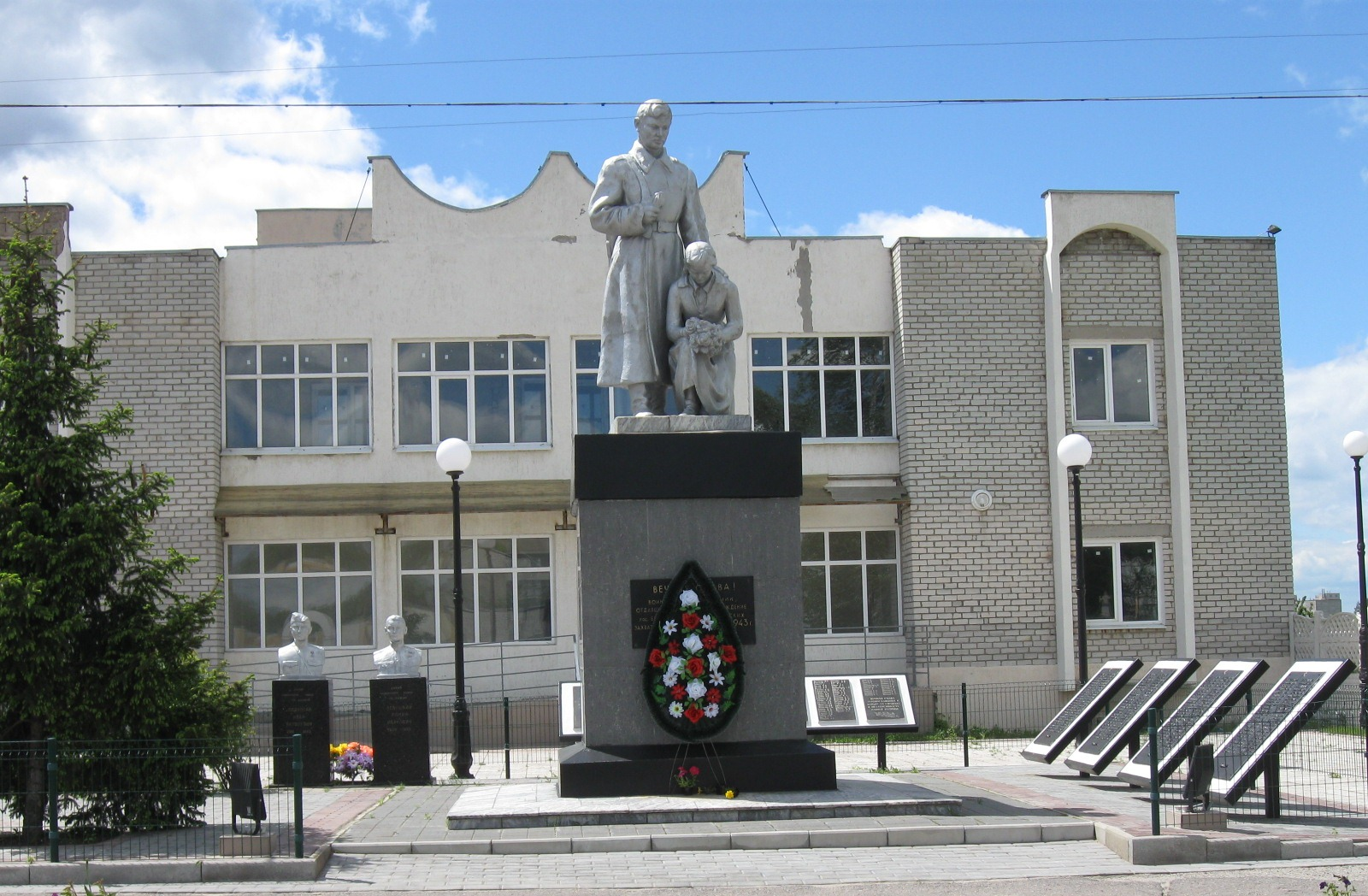
Братська могила радянським воїнам (>210 воїнів) перед новою будівлею селищної ради
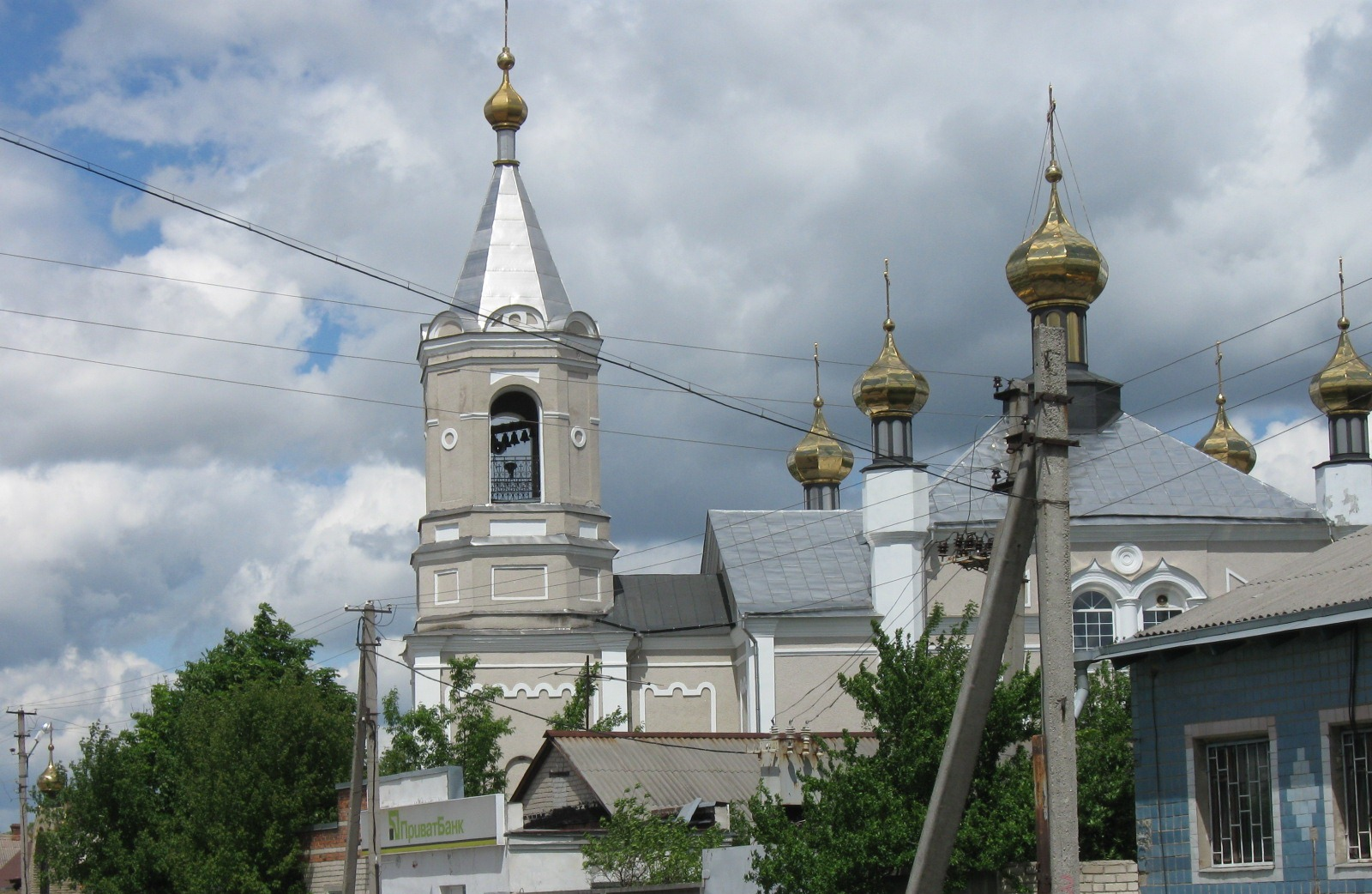
Покровський храм
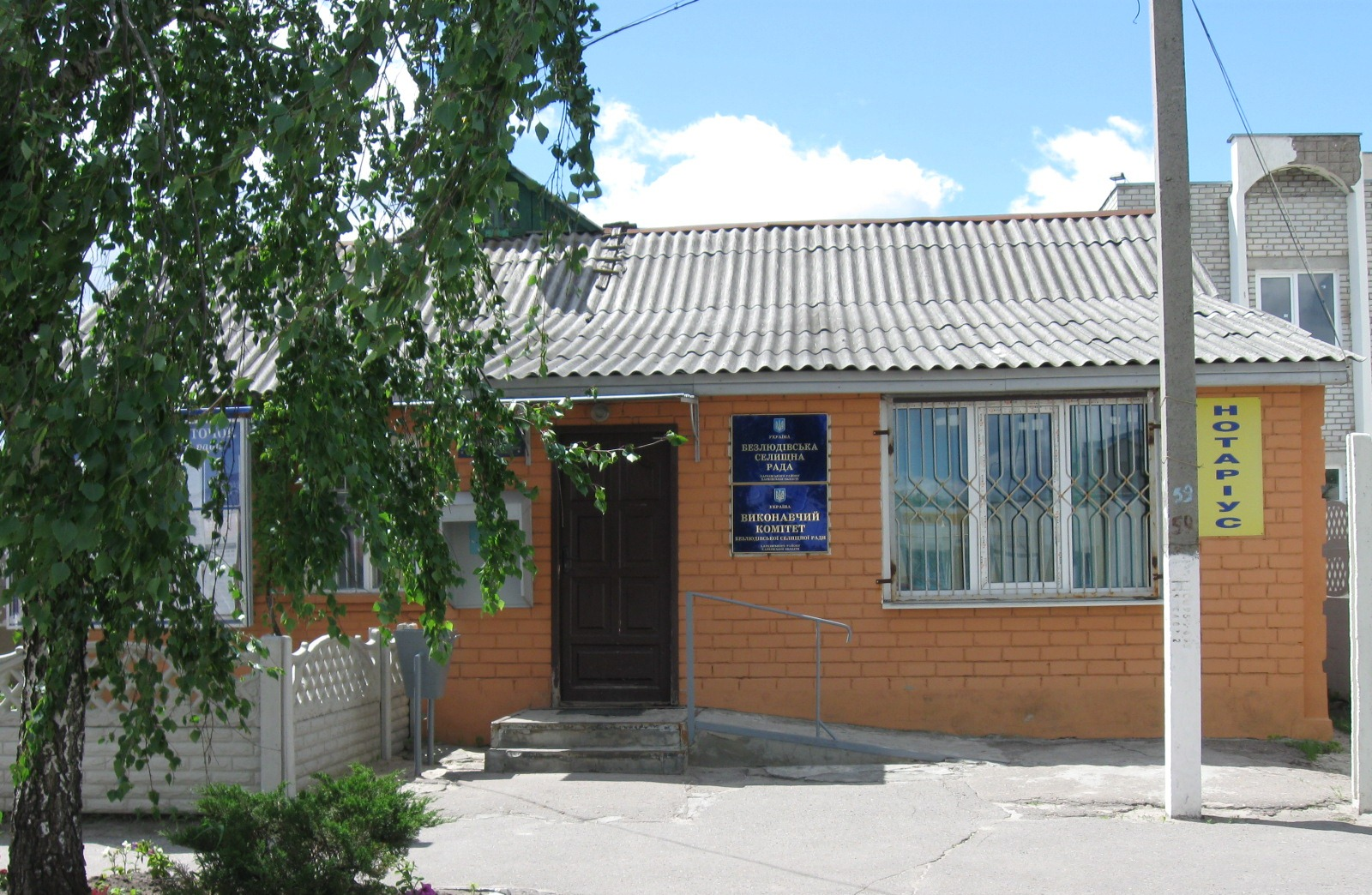
Колишня будівля селищної ради
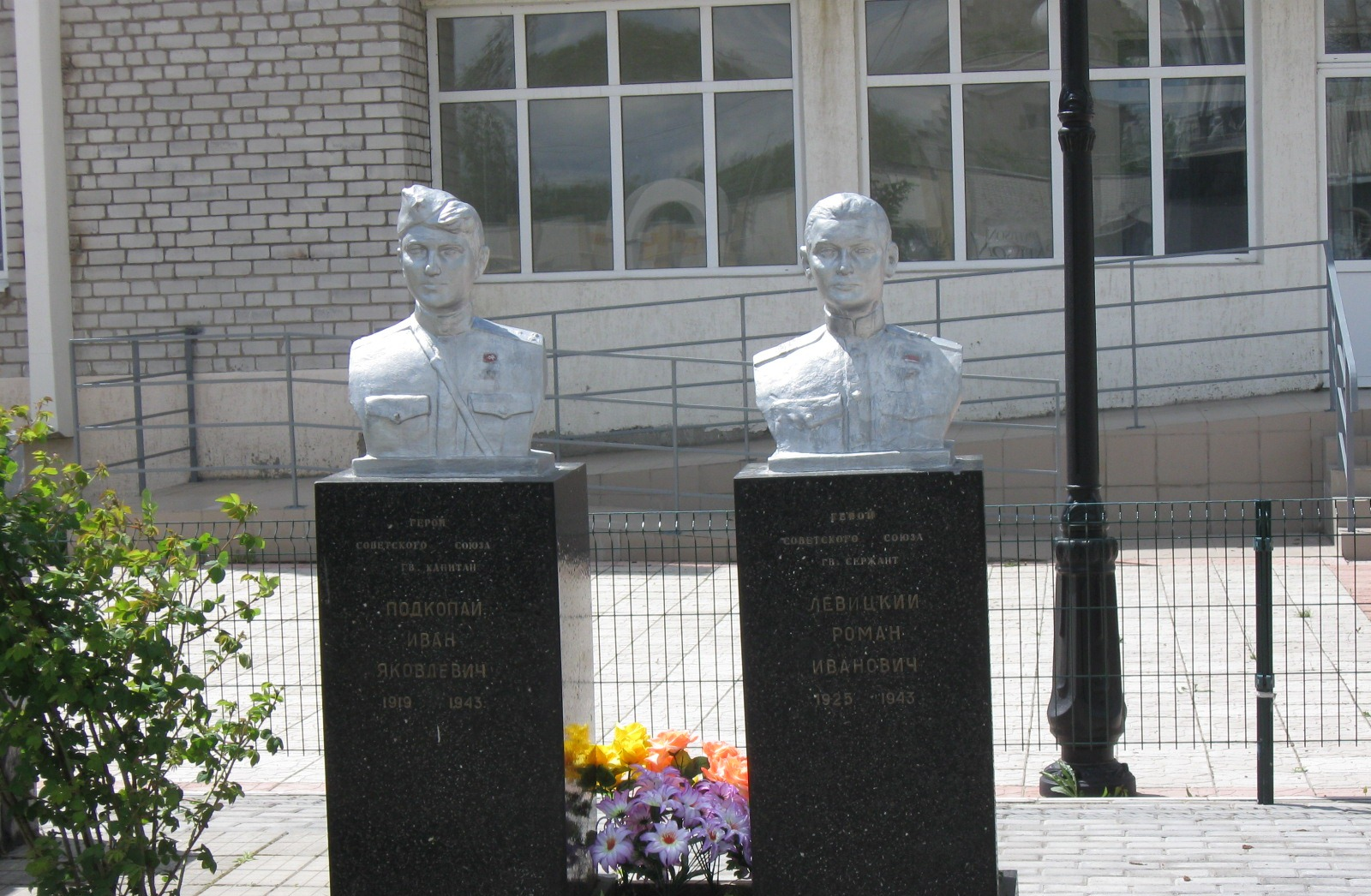
Пам'ятники двом Героям Радянського Союзу
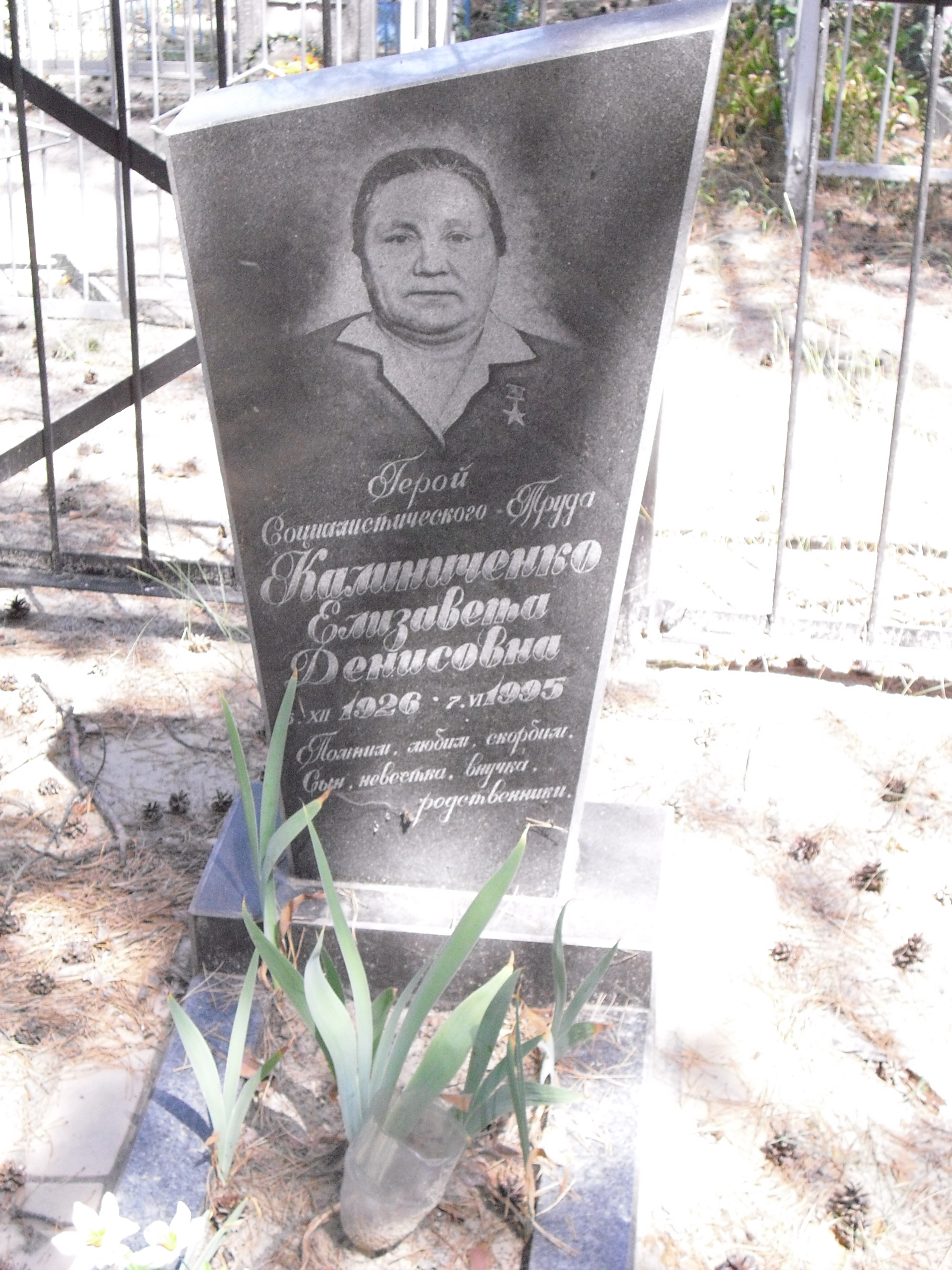
Пам'ятник на могилі Калініченко Є.Д., Героїні Соціалістичної Праці